# Indie na Zimowych Igrzyskach Olimpijskich 1968
Indie na Zimowych Igrzyskach Olimpijskich 1968 w Grenoble reprezentował jeden zawodnik - Jeremy Bujakowski, który wystartował w narciarstwie alpejskim.
Był to drugi start Indii na zimowych igrzyskach olimpijskich po starcie w 1964 roku.

## Kadra

### Narciarstwo alpejskie

#### Mężczyźni
| Zawodnik          | Konkurencja | Konkurencja | Konkurencja       | Konkurencja       | Konkurencja   | Konkurencja   | Konkurencja             | Konkurencja             | Konkurencja             | Konkurencja             |
| Zawodnik          | Zjazd       | Zjazd       | Slalom gigant     | Slalom gigant     | Slalom gigant | Slalom gigant | Slalom specjalny        | Slalom specjalny        | Slalom specjalny        | Slalom specjalny        |
| Zawodnik          | Czas        | Pozycja     | Czas 1. przejazdu | Czas 2. przejazdu | Czas łączny   | Pozycje       | Czas 1. przejazdu       | Czas 2. przejazdu       | Czas łączny             | Pozycja                 |
| ----------------- | ----------- | ----------- | ----------------- | ----------------- | ------------- | ------------- | ----------------------- | ----------------------- | ----------------------- | ----------------------- |
| Jeremy Bujakowski | 2:11,82     | 53.         | 2:01,45           | 2:00,48           | 4:01,93       | 65.           | Odpadł w kwalifikacjach | Odpadł w kwalifikacjach | Odpadł w kwalifikacjach | Odpadł w kwalifikacjach |